# Luis Dávila (Schauspieler)

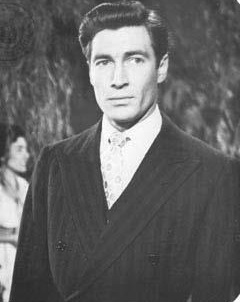
Luis Dávila, 1958

Luis Dávila (eigtl. Héctor Carmelo González Ferrantino; * 15. Juli 1927 in Buenos Aires; † 21. August 1998 ebenda) war ein argentinischer Schauspieler.

## Leben
Dávila begann seine Karriere im Theater und trat ab 1952 (Carlos Rinaldis El baldío) in Filmen in seinem Heimatland auf. Der Boom der europäischen Filmindustrie veranlasste ihn, 1962 nach Spanien zu gehen, wo er nach seinem Europadebüt in Arturo Fernández’ Komödie Bahía de Palma in zahlreichen Genrefilmen spielte; so stellte er Agenten (Agent 077 – Heißes Pflaster Tanger, Mike Murphy 077 gegen Ypotron), Westernhelden (Dinamita Jim) und Offiziere (Kommandounternehmen Burning Eagle) dar. In den 1970er Jahren wurden die Filme mit Davilas Beteiligung geringer budgetiert und seine Karrierekurve neigte sich nach unten. Für die internationale Auswertung der Filme wurde er als Louis Dawson oder Luis Devil geführt. Nach Rückkehr in sein Heimatland und dortigen Arbeiten für das Fernsehen war er nach einem Unfall, den er in Chile erlitten hatte, gezwungen, seine Karriere zu beenden.

## Filmografie (Auswahl)
- 1952: El baldío
- 1959: Nebenbuhler (Le conquérant solitaire)
- 1962: Spiel und Leidenschaft (Bahia de palma)
- 1963: Skandal (El escandalo)
- 1963: Relevo para un pistolero
- 1965: Der Mann, der kam, um zu töten (L'uomo dalla pistola d'oro)
- 1965: Die Todesminen von Canyon City (¡Que viva Carrancho!)
- 1965: Tumba para un forajido
- 1965: Ab heute wieder Niederschläge (Faites vos jeux, Mesdames)
- 1965: Agent 077 – Heißes Pflaster Tanger (S.077 - Spionaggio a Tangeri)
- 1966: Dinamita Jim
- 1966: Mike Murphy 077 gegen Ypotron (Ypotron, auch Agente Logan Missione Ypotron)
- 1967: Perry Rhodan – SOS aus dem Weltall (…4 …3 …2 …1 …morte!)
- 1967: Hochkarätiger Einsatz (L'uomo del colpo perfetto)
- 1968: Der Tod fliegt nach Jamaica (Flatfoot)
- 1968: Kommandounternehmen Burning Eagle (Comando suicida)
- 1969: Die Rechnung zahlt der Bounty-Killer (La morte sull'alta collina)
- 1969: Heißes Spiel für harte Männer (El crimen tambien juega)
- 1969: Stukas über London (La battaglia d'Inghilterra)
- 1970: Der feurige Pfeil der Rache (L'arciere di fuoco)
- 1970: Willkommen in der Hölle (Matalo!)
- 1970: Sandokan, der Tiger von Malesia (Le tigri di Mompracem)
- 1972: Coartada en disco rojo
- 1972: Das normannische Schwert (La spada normanna)
- 1972: Viva Pancho Villa (El desafío de Pancho Villa)
- 1974: Die Haie von Barcelona (La redada)